# Booster (Tangerine Dream)
Booster is een zevental verzamelalbums van Tangerine Dream (TD), verschenen in de periode 2007 tot en met 2015. TD gaf de albums uit voor het bereiken van nieuwe fans, die niet altijd even goed wisten bij welk album ze zouden moeten instappen. De muziek van de Duitse band veranderde in de loop der jaren naar aanleiding van de gewijzigde samenstelling dan wel vanuit de band zelf. De reeks met opnieuw opgenomen oude werken, zeldzame opnamen, remixes en nieuw verschenen opnamen bestaat uit: 
- 2007: Booster I
- 2008: Booster II
- 2009: Booster III
- 2011: Booster IV
- 2012: Booster V
- 2013: Booster VI
- 2015: Booster VII beslaat de periode 1983-2014:
  - cd1: Tamago Yaki (remix 2015)(6:07), Industrial life (5:54), Diary of a robbery (5:34), Chilly moons (8:55), Rotcaf Neila (8:24), Pilgrims to Elysium (9:15), The apparently lunatic hierarchy (4:35), The gate of Saturn (8:30), Drammoc Su (neatmix, remix 2015)(5:56), The light cone (remix 2015)(6:63)
  - cd2: Parallel worlds (4:29), Polar Radius (remix 2015)(5:43), Heart Throb (4:34), A matter of time (Red Canyon Remix, remix 2015)(9:14), Rim of Schiaparelli (6:15), Barrabas the messenger (7:42), Burning the bad seal (5:16), Silvery Ice Lake (6:02), Shadow and sun (7:55), Morning sun (remix 2015)(3:27), Le combat des épées (director’s cut, remix 2015)(16:53)
  - Booster VII vermeldt dat dit de laatste in de reeks is.